# Busov (szczyt)
Busov (1002 m n.p.m.) – najwyższy szczyt Beskidu Niskiego. Leży w jego słowackiej części, w niewielkim pasmie górskim o tej samej nazwie, tuż na południe od polsko-słowackiej granicy.
Masyw Busova jest rozległy i dość mocno rozczłonkowany. W odległości blisko 1 km na północny zachód od głównego wierzchołka wznosi się Vrch Suchej (899 m n.p.m.), odrobinę bliżej na południowy wschód od niego – nieco mniej wydatna Pivnica (858 m n.p.m.), zaś na południe - jeszcze trochę niższa Kotlova (835 m n.p.m.). Dodatkowo na północny wschód od szczytu, oddzielony od niego przełęczą Pálenica (ok. 865 m n.p.m.) i głęboką dolinką tej samej nazwy, w odległości ok. 700–800 m rozciąga się wąski, wydłużony, północny, bezimienny trabant Busova (930 m n.p.m.).
Cały masyw został wypreparowany procesami denudacyjnymi, głównie erozją i ruchami masowymi, w grubych osadach fliszowych środkowego eocenu. Wyższe partie budują głównie piaskowce tzw. warstw zlínskich, w niższych spotkamy również pstre iłowce. Stoki są dość strome, słabo rozczłonkowane, wspomniane wierzchołki porozdzielane wyraźnymi, głębokimi dolinkami. W wąskim grzbiecie między głównym wierzchołkiem Busova a Vrchom Suchej pojawiają się niewielkie wychodnie skalne.
Cały masyw powyżej poziomicy 500–550 m n.p.m. jest gęsto zalesiony. Przeważają buczyny z bukiem zwyczajnym i ze znacznym udziałem jodły oraz pojedynczymi egzemplarzami rzadkiego cisa. W runie licznie występuje czosnek niedźwiedzi.
Wierzchołek zajmuje maleńka polanka z drewnianym krzyżem i drogowskazem turystycznym. Otoczona drzewami, daje fragmentaryczny widok jedynie w kierunku północnym, na dolinę źródłowego odcinka Ropy i rozłożoną w niej Wysową. Ponad nią ciągnie się ciemny grzbiet Skałki i Koziego Żebra, a horyzont zamyka siny wał Magury Małastowskiej.
Piesze szlaki turystyczne:
- Cigeľka – Busov (1002 m) – Gaboltov